# Primera División de Andorra 2000-01
La Primera División de Andorra 2000-01 (oficialmente y en catalán: Primera Divisió de Andorra 2000-01) fue la 6ta edición del campeonato de la máxima categoría de fútbol del Principado de Andorra. Estuvo organizada por la Federación Andorrana de Fútbol y fue disputada por 8 equipos. Comenzó el 16 de septiembre de 2000 y finalizó el 27 de mayo de 2001.
Constel·lació Esportiva, vigente campeón de liga, fue expulsado por la Federación local semanas antes del inicio del certamen, acusado de intentar comprar jugadores de otros clubes de manera irregular y de no querer repartir las ganancias de su participación en la UEFA con la liga de fútbol. Por este motivo, y para no disminuir la cantidad de equipos participantes, no se registraron descensos una vez finalizada la temporada 1999-2000, de forma que Sporting Club d'Escaldes, colista de dicha edición, logró mantener su plaza en la Primera Divisió.
FC Santa Coloma alcanzó el primer título profesional de su historia después de golear 5-0 como local en la última jornada a Principat. Por su parte, Deportivo La Massana sufrió el descenso a la Segona Divisió.

## Ascensos y descensos
| Pos. | Descendido de 1.ª División |
| ---- | -------------------------- |
| –.º  | No hubo                    |

| Pos. | Descalificado de 1.ª División |
| ---- | ----------------------------- |
| 1.º  | Constel·lació Esportiva       |

| Pos. | Ascendidos de 2.ª División |
| ---- | -------------------------- |
| 1.º  | Lusitanos                  |
| 2.º  | Deportivo La Massana       |

## Sistema de competición
El campeonato constó de dos fases:
En la fase regular, los ocho equipos se enfrentaron entre sí bajo el sistema de todos contra todos a dos ruedas, completando un total de 14 fechas. Una vez finalizada dicha instancia, los cuatro equipos con mayor cantidad de puntos jugaron la Ronda por el campeonato, comenzando su participación en la misma con un tercio del puntaje obtenido durante la fase regular. Por otro lado, los cuatro equipos restantes pasaron a disputar la Ronda por la permanencia, iniciando su participación en dicha instancia con un tercio de los puntos obtenidos durante la fase regular, más un punto bonus.
Los cuatro clubes que participaron de la Ronda por el campeonato volvieron a enfrentarse entre sí, todos contra todos, a doble rueda. El equipo con mayor cantidad puntos acumulados se consagró campeón y accedió a la ronda previa de la Copa de la UEFA 2001-02. Asimismo, el subcampeón clasificó a la primera fase de la Copa Intertoto de la UEFA 2001.
Por otro lado, los cuatro equipos participantes de la Ronda por la permanencia se enfrentaron entre sí, todos contra todos, a doble rueda. Aquel que logró menor puntaje descendió directamente a la Segunda División.
En todas las fases, las clasificaciones se establecieron a partir de los puntos obtenidos en cada encuentro, otorgando tres por partido ganado, uno por empatado y ninguno en caso de derrota. En caso de igualdad de puntos entre dos o más equipos, se aplicaron, en el mencionado orden, los siguientes criterios de desempate:
1. Mayor cantidad de puntos en los partidos entre los equipos implicados;
2. Mejor diferencia de goles en los partidos entre los equipos implicados;
3. Mayor cantidad de goles a favor en los partidos entre los equipos implicados;
4. Mejor diferencia de goles en toda la temporada;
5. Mayor cantidad de goles a favor en toda la temporada.

## Equipos participantes
| Equipo                   | Ciudad                  |
| ------------------------ | ----------------------- |
| Deportivo La Massana     | La Massana              |
| Encamp                   | Encamp                  |
| Inter Club d'Escaldes    | Las Escaldas-Engordany  |
| Lusitanos                | Andorra la Vieja        |
| Principat                | San Julián de Loria     |
| Sant Julià               | San Julián de Loria     |
| FC Santa Coloma          | Santa Coloma de Andorra |
| Sporting Club d'Escaldes | Las Escaldas-Engordany  |

| \| Parroquia \| N.º \| Equipos \| \| ---------------------- \| --- \| ----------------------------------------------- \| \| San Julián de Loria \| 2 \| Principat; Sant Julià \| \| Andorra la Vieja \| 2 \| Lusitanos; FC Santa Coloma \| \| Las Escaldas-Engordany \| 2 \| Inter Club d'Escaldes; Sporting Club d'Escaldes \| \| Encamp \| 1 \| Encamp \| \| La Massana \| 1 \| Deportivo La Massana \| |     |                                                 |
| Parroquia | N.º | Equipos                                         |
| San Julián de Loria | 2   | Principat; Sant Julià                           |
| Andorra la Vieja | 2   | Lusitanos; FC Santa Coloma                      |
| Las Escaldas-Engordany | 2   | Inter Club d'Escaldes; Sporting Club d'Escaldes |
| Encamp | 1   | Encamp                                          |
| La Massana | 1   | Deportivo La Massana                            |

## Fase regular

### Clasificación
|  |    | Equipos                  | PJ | PG | PE | PP | GF | GC | Dif | Pts |
|  | -- | ------------------------ | -- | -- | -- | -- | -- | -- | --- | --- |
|  | 1. | Sant Julià               | 14 | 12 | 0  | 2  | 47 | 16 | +31 | 36  |
|  | 2. | FC Santa Coloma          | 14 | 9  | 4  | 1  | 29 | 14 | +15 | 31  |
|  | 3. | Inter Club d'Escaldes    | 14 | 5  | 4  | 5  | 25 | 22 | +3  | 19  |
|  | 4. | Principat                | 14 | 5  | 4  | 5  | 20 | 24 | -4  | 19  |
|  | 5. | Encamp                   | 14 | 5  | 3  | 6  | 25 | 29 | -4  | 18  |
|  | 6. | Lusitanos                | 14 | 3  | 3  | 8  | 21 | 37 | -16 | 12  |
|  | 7. | Deportivo La Massana     | 14 | 2  | 5  | 7  | 17 | 30 | -13 | 11  |
|  | 8. | Sporting Club d'Escaldes | 14 | 1  | 5  | 8  | 21 | 33 | -12 | 8   |

|  | Clasificado a la Ronda por el campeonato.  |
|  | Clasificado a la Ronda por la permanencia. |

#### Evolución de la clasificación
| Jornada / Equipo         | 1 | 2 | 3 | 4 | 5 | 6 | 7 | 8 | 9 | 10 | 11 | 12 | 13 | 14 |
| Jornada / Equipo         |   |   |   |   |   |   |   |   |   |    |    |    |    |    |
| ------------------------ | - | - | - | - | - | - | - | - | - | -- | -- | -- | -- | -- |
| Sant Julià               | 2 | 1 | 1 | 2 | 1 | 1 | 1 | 1 | 1 | 1  | 1  | 1  | 1  | 1  |
| FC Santa Coloma          | 1 | 2 | 4 | 3 | 3 | 2 | 2 | 2 | 2 | 2  | 2  | 2  | 2  | 2  |
| Inter Club d'Escaldes    | 5 | 4 | 3 | 1 | 2 | 5 | 3 | 3 | 3 | 4  | 4  | 5  | 5  | 3  |
| Principat                | 2 | 3 | 2 | 4 | 5 | 4 | 5 | 5 | 5 | 5  | 5  | 3  | 3  | 4  |
| Encamp                   | 2 | 5 | 6 | 5 | 4 | 3 | 4 | 4 | 4 | 3  | 3  | 4  | 4  | 5  |
| Lusitanos                | 8 | 7 | 5 | 6 | 6 | 6 | 6 | 6 | 6 | 6  | 6  | 6  | 6  | 6  |
| Deportivo La Massana     | 5 | 6 | 7 | 8 | 8 | 7 | 7 | 8 | 8 | 7  | 7  | 8  | 7  | 7  |
| Sporting Club d'Escaldes | 5 | 8 | 8 | 7 | 7 | 8 | 8 | 7 | 7 | 8  | 8  | 7  | 8  | 8  |

### Resultados

#### Primera vuelta
| Encamp                   | 2 - 1 | Inter Club d'Escaldes |  | 16 de septiembre |
| Sporting Club d'Escaldes | 1 - 2 | Principat             |  | 17 de septiembre |
| Deportivo La Massana     | 1 - 2 | Sant Julià            |  | 17 de septiembre |
| FC Santa Coloma          | 5 - 1 | Lusitanos             |  | 17 de septiembre |

| Encamp                | 1 - 5 | Sant Julià               |  | 23 de septiembre |
| Principat             | 0 - 0 | FC Santa Coloma          |  | 24 de septiembre |
| Lusitanos             | 0 - 0 | Deportivo La Massana     |  | 24 de septiembre |
| Inter Club d'Escaldes | 2 - 1 | Sporting Club d'Escaldes |  | 24 de septiembre |

| Encamp                   | 2 - 4 | Lusitanos             |  | 30 de septiembre |
| Sporting Club d'Escaldes | 1 - 2 | Sant Julià            |  | 1 de octubre     |
| Deportivo La Massana     | 0 - 3 | Principat             |  | 1 de octubre     |
| FC Santa Coloma          | 1 - 4 | Inter Club d'Escaldes |  | 2 de octubre     |

| Encamp                | 4 - 1 | Principat                |  | 14 de octubre |
| Sant Julià            | 0 - 1 | FC Santa Coloma          |  | 15 de octubre |
| Inter Club d'Escaldes | 3 - 0 | Deportivo La Massana     |  | 15 de octubre |
| Lusitanos             | 1 - 1 | Sporting Club d'Escaldes |  | 15 de octubre |

| Encamp                | 4 - 0 | Sporting Club d'Escaldes |  | 21 de octubre |
| Lusitanos             | 0 - 3 | Sant Julià               |  | 22 de octubre |
| Inter Club d'Escaldes | 1 - 1 | Principat                |  | 22 de octubre |
| FC Santa Coloma       | 1 - 0 | Deportivo La Massana     |  | 23 de octubre |

| Encamp                   | 3 - 2 | Deportivo La Massana  |  | 28 de octubre |
| Sporting Club d'Escaldes | 0 - 3 | FC Santa Coloma       |  | 29 de octubre |
| Sant Julià               | 4 - 2 | Inter Club d'Escaldes |  | 29 de octubre |
| Principat                | 2 - 1 | Lusitanos             |  | 29 de octubre |

| Encamp                   | 1 - 1 | FC Santa Coloma      |  | 4 de noviembre |
| Principat                | 0 - 6 | Sant Julià           |  | 5 de noviembre |
| Inter Club d'Escaldes    | 4 - 2 | Lusitanos            |  | 5 de noviembre |
| Sporting Club d'Escaldes | 2 - 2 | Deportivo La Massana |  | 5 de noviembre |

#### Segunda vuelta
| Inter Club d'Escaldes | 0 - 0 | Encamp                   |  | 11 de febrero |
| Lusitanos             | 2 - 5 | FC Santa Coloma          |  | 11 de febrero |
| Sant Julià            | 7 - 2 | Deportivo La Massana     |  | 11 de febrero |
| Principat             | 2 - 2 | Sporting Club d'Escaldes |  | 12 de febrero |

| Deportivo La Massana     | 1 - 2 | Lusitanos             |  | 18 de febrero |
| Sant Julià               | 3 - 1 | Encamp                |  | 18 de febrero |
| Sporting Club d'Escaldes | 2 - 2 | Inter Club d'Escaldes |  | 18 de febrero |
| FC Santa Coloma          | 1 - 0 | Principat             |  | 19 de febrero |

| Inter Club d'Escaldes | 1 - 2 | FC Santa Coloma          |  | 4 de marzo |
| Lusitanos             | 1 - 3 | Encamp                   |  | 4 de marzo |
| Sant Julià            | 3 - 0 | Sporting Club d'Escaldes |  | 4 de marzo |
| Principat             | 0 - 1 | Deportivo La Massana     |  | 5 de marzo |

| Principat                | 3 - 1 | Encamp                |  | 11 de marzo |
| Deportivo La Massana     | 1 - 1 | Inter Club d'Escaldes |  | 11 de marzo |
| Sporting Club d'Escaldes | 2 - 3 | Lusitanos             |  | 11 de marzo |
| FC Santa Coloma          | 5 - 3 | Sant Julià            |  | 12 de marzo |

| Deportivo La Massana     | 1 - 1 | FC Santa Coloma       |  | 18 de marzo |
| Sant Julià               | 4 - 0 | Lusitanos             |  | 18 de marzo |
| Sporting Club d'Escaldes | 5 - 1 | Encamp                |  | 18 de marzo |
| Principat                | 2 - 1 | Inter Club d'Escaldes |  | 18 de marzo |

| Inter Club d'Escaldes | 0 - 2 | Sant Julià               |  | 1 de abril |
| Lusitanos             | 2 - 2 | Principat                |  | 1 de abril |
| Deportivo La Massana  | 3 - 2 | Encamp                   |  | 1 de abril |
| FC Santa Coloma       | 3 - 1 | Sporting Club d'Escaldes |  | 2 de abril |

| Deportivo La Massana | 3 - 3 | Sporting Club d'Escaldes |  | 8 de abril |
| Sant Julià           | 3 - 2 | Principat                |  | 8 de abril |
| Lusitanos            | 2 - 3 | Inter Club d'Escaldes    |  | 8 de abril |
| FC Santa Coloma      | 0 - 0 | Encamp                   |  | 9 de abril |

## Ronda por el campeonato

### Clasificación
|  |    | Equipos               | PJ | PG | PE | PP | GF | GC | Dif | Pts FR | Pts RC | Pts |
|  | -- | --------------------- | -- | -- | -- | -- | -- | -- | --- | ------ | ------ | --- |
|  | 1. | FC Santa Coloma (C)   | 6  | 4  | 1  | 1  | 15 | 6  | +9  | 11     | 13     | 24  |
|  | 2. | Sant Julià            | 6  | 3  | 1  | 2  | 11 | 7  | +4  | 12     | 10     | 22  |
|  | 3. | Inter Club d'Escaldes | 6  | 1  | 2  | 3  | 5  | 11 | -6  | 7      | 5      | 12  |
|  | 4. | Principat             | 6  | 1  | 2  | 3  | 4  | 11 | -7  | 7      | 5      | 12  |

|  | Clasificado para la ronda previa de la Copa de la UEFA 2001-02.        |
|  | Clasificado para la primera fase de la Copa Intertoto de la UEFA 2001. |

| (C) Campeón |

#### Evolución de la clasificación
| Jornada / Equipo      | 1 | 2 | 3 | 4 | 5 | 6 |
| Jornada / Equipo      |   |   |   |   |   |   |
| --------------------- | - | - | - | - | - | - |
| FC Santa Coloma       | 1 | 1 | 1 | 1 | 1 | 1 |
| Sant Julià            | 2 | 2 | 2 | 2 | 2 | 2 |
| Inter Club d'Escaldes | 4 | 4 | 4 | 3 | 3 | 3 |
| Principat             | 3 | 3 | 3 | 4 | 4 | 4 |

### Resultados

#### Primera vuelta
| Sant Julià      | 1 - 2 | Principat             |  | 22 de abril |
| FC Santa Coloma | 1 - 0 | Inter Club d'Escaldes |  | 22 de abril |

| Principat             | 1 - 1 | FC Santa Coloma |  | 29 de abril |
| Inter Club d'Escaldes | 0 - 0 | Sant Julià      |  | 29 de abril |

| Principat  | 1 - 1 | Inter Club d'Escaldes |  | 6 de mayo |
| Sant Julià | 0 - 4 | FC Santa Coloma       |  | 6 de mayo |

#### Segunda vuelta
| FC Santa Coloma       | 1 - 3 | Sant Julià |  | 13 de mayo |
| Inter Club d'Escaldes | 2 - 0 | Principat  |  | 13 de mayo |

| Inter Club d'Escaldes | 2 - 3 | FC Santa Coloma |  | 20 de mayo |
| Principat             | 0 - 1 | Sant Julià      |  | 20 de mayo |

| FC Santa Coloma (C) | 5 - 0 | Principat             |  | 27 de mayo |
| Sant Julià          | 6 - 0 | Inter Club d'Escaldes |  | 27 de mayo |

## Ronda por la permanencia

### Clasificación
|  |    | Equipos                  | PJ | PG | PE | PP | GF | GC | Dif | Pts FR | Pts RP | Pts |
|  | -- | ------------------------ | -- | -- | -- | -- | -- | -- | --- | ------ | ------ | --- |
|  | 1. | Lusitanos                | 6  | 4  | 2  | 0  | 14 | 5  | +9  | 5      | 14     | 19  |
|  | 2. | Sporting Club d'Escaldes | 6  | 4  | 0  | 2  | 14 | 6  | +8  | 4      | 12     | 16  |
|  | 3. | Encamp                   | 6  | 1  | 2  | 3  | 9  | 12 | -3  | 7      | 5      | 12  |
|  | 4. | Deportivo La Massana (D) | 6  | 0  | 2  | 4  | 5  | 19 | -14 | 5      | 2      | 7   |

|  | Descendido a la Segona Divisió. |

| (D) Descendido |

#### Evolución de la clasificación
| Jornada / Equipo         | 1 | 2 | 3 | 4 | 5 | 6 |
| Jornada / Equipo         |   |   |   |   |   |   |
| ------------------------ | - | - | - | - | - | - |
| Lusitanos                | 1 | 1 | 2 | 2 | 1 | 1 |
| Sporting Club d'Escaldes | 4 | 3 | 1 | 1 | 2 | 2 |
| Encamp                   | 2 | 2 | 3 | 3 | 3 | 3 |
| Deportivo La Massana     | 3 | 4 | 4 | 4 | 4 | 4 |

| 1. |

### Resultados

#### Primera vuelta
| Lusitanos            | 2 - 1 | Sporting Club d'Escaldes |  | 15 de abril |
| Deportivo La Massana | 2 - 5 | Encamp                   |  | 17 de mayo  |

| Encamp                   | 1 - 1 | Lusitanos            |  | 22 de abril |
| Sporting Club d'Escaldes | 4 - 1 | Deportivo La Massana |  | 22 de abril |

| Deportivo La Massana     | 1 - 1 | Lusitanos |  | 29 de abril |
| Sporting Club d'Escaldes | 4 - 1 | Encamp    |  | 29 de abril |

#### Segunda vuelta
| Lusitanos | 6 - 1 | Deportivo La Massana     |  | 6 de mayo |
| Encamp    | 1 - 2 | Sporting Club d'Escaldes |  | 6 de mayo |

| Sporting Club d'Escaldes | 0 - 1 | Lusitanos            |  | 13 de mayo |
| Encamp                   | 0 - 0 | Deportivo La Massana |  | 13 de mayo |

| Deportivo La Massana | 0 - 3 | Sporting Club d'Escaldes |  | 20 de mayo |
| Lusitanos            | 3 - 1 | Encamp                   |  | 20 de mayo |